# Години за любов
„Години за любов“ е български игрален филм (комедия) от 1957 година на режисьора Янко Янков, по сценарий на Веселин Ханчев. Оператор е Въло Радев. Музиката във филма е композирана от Александър Райчев.

## Актьорски състав
- Стефан Добрев – Др. Симо Ганевски
- Антония Янева – Др. Елена Трояновска
- Ружа Делчева – Мария
- Любомир Шарланджиев – Чавдар
- Невена Коканова – Ема
- Цако Дачев – Ангел
- Румяна Симеонова – Росица
- Иван Андонов – Очиларят
- Асен Кисимов – Борето
- Любомир Бобчевски – Ликоманов
- Вера Караламбова – Ликоманова
- Леа Иванова
- Никола Узунов
- Георги Калоянчев
- Йордан Спиров
- Иван Касабов
- Свобода Молерова

## Критика
В книгата за Невена Коканова на филмовия критик и писателя Григор Чернев („Наука и изкуство“ – 1973 г.), авторът споменава „Години за любов“ като „голямото начало“ за актрисата. Чернев по-нататък обаче определя филма като слаб (това се разбирало още от самата премиера), „без съществена драматургия, без сериозни проблеми, с измъчено дълбокомислие...“